# 1920년 세르브인 크로아트인 슬로벤인 왕국 제헌의회 선거
1920년 11월 28일, 세르브인 크로아트인 슬로벤인 왕국 (이후 유고슬라비아로 개칭)에서 제헌의회 선거가 실시되었다. 선거는 유고슬라비아의 중앙집권화 정도나 연방화 가능성에 대한 정치적 논쟁의 맥락에서 치러졌다. 선거는 전국에서 실시되었다. 다만, 이탈리아와의 국경을 규정한 라팔로 조약을 통해 얻은 지역은 제외되었는데, 이는 이 지역이 여전히 이탈리아의 점령하에 있었기 때문이었다. 선거법은 유고슬라비아의 수립 이후 임명된 대표 기관인 임시 국민 대표부에 의해 제정되었다. 이 법안은 헝가리계와 독일계 소수 민족, 일부 구 오스만 제국 국민, 유대인을 제외한 모든 남성에게 보통 선거권을 보장하였다.
총 22개의 정당이나 단체가 제1차 세계 대전 이전 인구 조사를 기준으로 결정된 55개의 선거구에 후보를 공천하였다. 전쟁으로 인한 인구 손실의 정도와 참정권 규정의 차이로 인해 선거구당 등록 유권자 수에 상당한 차이가 생겼다. 투표율은 65%였다. 어느 정당도 419석 중 과반수를 차지하지 못하였다. 민주당 (DS)과 인민급진당 (NRS)이 각각 92석과 91석을 차지하며 최대 정당으로 떠올랐다. 선거에서 세 번째로 많은 의석을 차지한 정당은 유고슬라비아 공산당 (KPJ)으로 58석을 차지하였고, 크로아티아 농민당 (HSS)이 50석을 얻어 그 뒤를 이었다. 선거 결과 크로아티아 농민당은 크로아티아의 주요 정당으로 자리매김하였다.
민주당-인민급진당 정부가 의회에서 과반수를 확보하지 못해 헌법 초안 채택이 지지받지 못하자, 유고슬라비아 무슬림 기구, 제미예트, 그리고 농업당의 한 파벌로부터 지지를 구했고, 그 대가로 이들 정당을 지지하는 선거구에서 전간기 유고슬라비아의 토지 개혁에 대한 유리한 조건을 제시하고 기타 특혜를 제공하였다. 이러한 동맹과 정부가 결정한 제헌의회의 의사 진행 규칙은 전체 의원의 단순 과반수를 요구했으며, 이를 통해 비도브단 헌법이 최초의 유고슬라비아 헌법으로 채택될 수 있었다. 이 과정에서 민주당과 인민급진당의 입장은 반중앙집권적 정당에 맞선 투쟁에서 더욱 가까워졌다.
단순 과반수의 표만을 요구하는 규칙은 유고슬라비아의 중앙집권화를 막고자 하는 야당의 반대에 부딪혔다. 크로아티아 농민당과 다른 크로아티아 정당들은 1917년 세르비아 왕국과 유고슬라비아 위원회가 합의한 코르푸 선언에 따른 절대 과반수가 필요하다고 주장하였다. 그들은 헌법을 3분의 2 이상의 찬성으로 채택할 것을 기대하였고, 크로아티아인들은 정부가 채택한 규칙을 배신으로 여겼다. 이후 크로아티아 농민당은 제헌의회에 참여하지 않기로 결정하였고, 헌법이 크로아티아인이나 크로아티아에 구속력을 갖지 않을 것이라는 입장을 표명하였다. 유고슬라비아 공산당은 상당한 기권표를 이끌어냈고, 유고슬라비아 공산당 주도의 일련의 시위로 인해 정부는 유고슬라비아 공산당 활동을 크게 억제하는 오브즈나나 (Obznana) 법령을 발표하였다. 그 결과 유고슬라비아 공산당도 헌법이 표결되기 전 의회를 떠났다. 슬로베니아 인민당도 뒤따라 의회를 떠났다.

## 배경
1918년 12월 1일, 세르브인 크로아트인 슬로벤인 왕국 (이후 유고슬라비아로 개칭)이 알렉산다르 섭정 왕자에 의해 선언되었다. 선언은 오스트리아-헝가리의 영토에 거주하던 남슬라브족을 대표하는 슬로벤인 크로아트인 슬로벤인 민족 평의회의 대표단의 요청에 따라 이루어졌다. 대표단은 연방 설립을 요구하라는 지시를 받았지만, 대표단은 그 지시를 무시하였다. 선언에 따라 섭정 왕자는 세르비아계가 주도하는 중앙집권적 정당, 특히 민주당 (DS)과 인민급진당 (NRS)으로 구성된 정부를 임명하였다. 이후 정부 역시 섭정 왕자에 의해 임명되고 승인되었다. 1920년 선거 당시, 밀렌코 베스니치 내각이 임명되었다. 베스니치 내각은 제헌의회가 소집되기 전에 니콜라 파시치 내각으로 대체되었다. 임시 국민 대표부는 임시 의회로 설립 (대부분 임명)되었다. 임시 국민 대표부는 미래의 제헌의회를 위해 선거법을 제정하기 위한 것이었다.
유고슬라비아가 선언될 무렵, 국가의 통치 체제는 대부분 결정되지 않은 상태였다. 세르비아 왕국과 오스트리아-헝가리에 거주하는 남슬라브족을 대표한다고 주장한 임시 단체인 유고슬라비아 위원회의 대표자들은 1917년 코르푸 선언에서 유고슬라비아가 카라조르제비치 왕조를 수장으로 하는 군주국이 될 것이라는 데 동의했지만, 중앙집권화의 수준에 대한 문제는 나중에 결정하기로 하였다. 1918년 11월, 유고슬라비아 위원회 대표단은 슬로벤인 크로아트인 세르브인 민족 평의회와 함께 이 문제에 대해 세르비아 대표단과 협상하였고, 유고슬라비아는 중앙 정부가 제한된 권한 만을 가진 연방이 될 것이라는 제네바 선언을 발표하였다. 세르비아 정부는 이 협정을 신속히 거부하였다.
아드리아 문제로 일컬어지는 유고슬라비아의 국경에 대한 불확실성이 있었다. 이는 1915년 런던 조약과 피우메 문제에서 촉발된 이탈리아의 주장에서 비롯된 것으로, 1920년 라팔로 조약 이전에는 다루어지지 않았다. 그럼에도 불구하고 조약의 조건은 즉시 이행되지 않았다. 이러한 맥락에서 달마티아 지역을 포함한 아드리아해 동부에 대한 연합국의 점령은 1921년 9월까지 유지되었다.

## 법률 제정

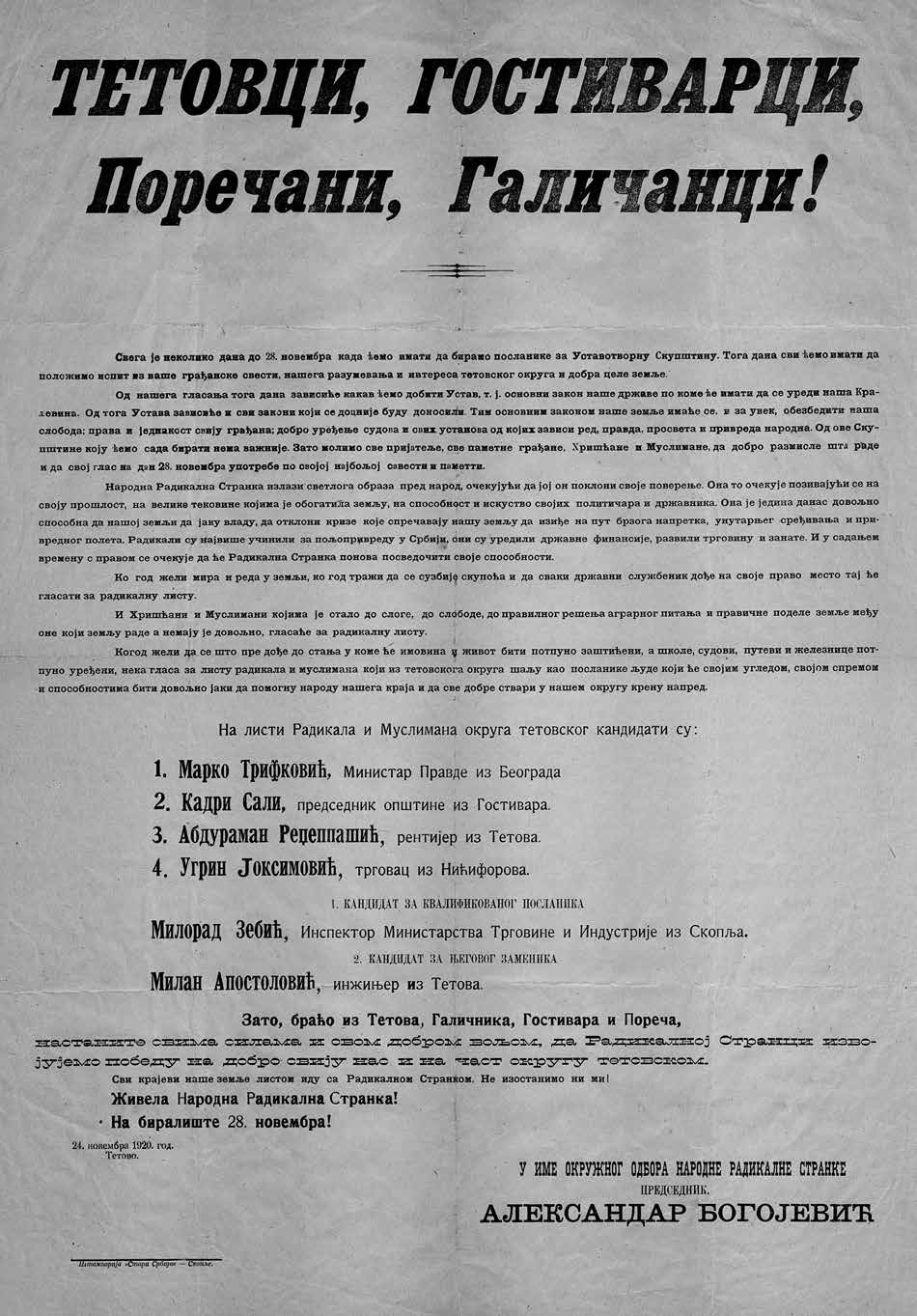
테토보구의 인민급진당 선거 포스터

1920년 9월 2일, 임시 국민 대표부는 선거법을 채택하였다. 선거법은 유권자 명부에 등록된 21세 이상의 남성에게 보통 선거권을 보장하도록 규정하였다. 이 법은 1918년 12월 1일 이전의 세르비아 또는 몬테네그로 국민, 크로아티아-슬라보니아 또는 달마티아 시민, 보스니아 헤르체고비나 및 유고슬라비아에 포함된 다른 영토의 주민으로 투표권을 제한하였다. 이 법은 또한 유고슬라비아에 거주하는 다른 슬라브족, 사실상 러시아에서 온 수많은 난민들에게도 투표권을 부여하였고, 슬라브족과 알바니아족 소수 민족의 투표권도 확인하였다.
유고슬라비아에 거주하는 독일계, 이탈리아계, 헝가리계는 투표권을 행사할 수 없었다. 이는 1915년 11월 이전에 유고슬라비아가 된 영토에 거주하다가 떠난 구 오스만 제국 국민에게도 동일하게 적용되었다. 더욱이 유대인에게는 자신을 세르비아인이나 크로아티아인이라고 규정하거나, 지역 당국이 그들을 세르비아인이나 크로아티아인으로 간주하지 않는 한, 투표권이 거부되었다. 유고슬라비아 당국은 투표권 거부가 국가 안보에 대한 우려로 정당화된다고 주장하였다. 투표권 거부는 생제르맹앙레 조약에 따라 유고슬라비아가 부담한 의무를 위반한 것이었다. 또한 유죄 판결을 받은 수감자, 시민권을 박탈당한 사람, 여호와의 증인과 같은 특정 종교 소수자에게도 투표권이 거부되었다. 이 법안은 또한 유권자 명부 작성 방법을 결정했으며, 명부에 등록되려면 특정 장소에 6개월 동안 거주해야 한다고 명시하였다.
후보자는 투표권이 있고, 문해력이 있어야 하며, 최소 10년 이상 유고슬라비아에 영구 거주하고 있어야 하고, 25세 이상이어야 하였다. 후보자는 최대 3개의 다른 선거구에서 동시에 선거에 출마할 수 있었고, 여러 선거구에서 당선하면 한 선거구를 선택하고 다른 선거구에서 사퇴해야 하였다. 각 선거구마다 후보자 명단이 제출되었으며, 명단이 유효하려면 100명의 지지가 필요하였다. 선거법에 따르면 각 선거구에서 자격을 갖춘 후보자와 일반 후보자의 비율이 최소 1:4 이상이어야 하며, 최소한 한 명의 후보자가 자격을 갖추어야 하였다. 법은 이러한 맥락에서 대학 수준 또는 동등한 교육을 받은 후보자를 적격 후보자로 간주하였다.

## 선거구
전국적으로 55개의 선거구가 있었으며, 각 지방마다 선거구는 다르게 설정되었다. 세르비아에서는 세르비아 남부 (대부분 현재의 코소보와 북마케도니아에 해당)와 보스니아 헤르체고비나가 선거구로 사용되었다. 크로아티아-슬라보니아에서는 주 경계에 따라 선거구가 결정되었다. 보이보디나 (바치카, 바나트, 바라냐로 구성됨)에서는 슬로베니아와 달마티아의 사법 구역이 선거구의 기반이 되었다. 몬테네그로 전역은 단일 선거구였습니다. 베오그라드, 자그레브, 류블랴나 등의 주요 도시는 도시 중심지가 포함된 지역에 많은 농촌 유권자가 몰리는 것을 피하기 위해 특별 도시 구역에 배치되었다. 대도시는 다른 지역과 비교했을 때 미래 의회에서 불균형적으로 많은 의석을 차지했지만, 후보자당 등록 유권자 수는 도시마다 달랐다. 베오그라드에서는 후보자당 등록 유권자가 2,737명이었지만, 자그레브에서는 4,954명이었다.
각 선거구의 후보자 수는 1910년 인구 조사를 기준으로 주민 30,000명당 1명의 후보자를 배정하고, 해당 후보자가 배정되지 않은 주민이 17,000명 이상일 경우 추가로 1명을 배정하는 방식으로 결정되었다. 후보자당 등록 유권자 수는 지방마다 달랐다. 보이보디나에서는 3,301명부터 달마티아에서는 8,092명까지 다양하였다. 이러한 차이는 전쟁 전 인구 조사를 통해 후보자 수를 파악한 데에서 비롯된 것으로, 이는 전쟁으로 인한 세르비아의 인구 손실에 대한 보상의 한 형태였다. 전쟁 중 세르비아는 남성 인구의 3분의 1을 잃었지만, 크로아티아의 인구는 크게 증가하였다.
| 지방                  | 선거구 (의석) |
| --------------------- | --- |
| 보스니아 헤르체고비나 | 6: 바냐루카 (13), 비하치 (8), 모스타르 (9), 사라예보 (10), 트라브니크 (9), 투즐라 (14) |
| 크로아티아-슬라보니아 | 9: 벨로바르크리제브치 (11), 바라주딘메지무레 (13), 비로비티차 (9), 자그레브 (17), 리카크르바바 (7), 모드루시리예카 (8), 포제가 (9), 시르미아 (14), 자그레브시 (5)                                                                                            |
| 달마티아              | 1: 지방 전역 (11) |
| 몬테네그로            | 1: 지방 전역 (10) |
| 세르비아              | 18: 베오그라드 (5), 발레보 (5), 브라네 (9), 크라구예바츠 (6), 크라이나 (4), 크루셰바츠 (6), 모라바 (7), 니시 (7), 피로트 (4), 포드리네 (8), 포자레바츠 (9), 루드니크 (3), 스메데레보 (5), 티모크 (5), 토플리카 (4), 우지체 (5), 차차크 (5), 베오그라드시 (6) |
| 세르비아 남부         | 12: 비톨라 (8), 브레갈니차 (3), 즈베칸라슈카 (5), 코소보 (6), 쿠마노보 (5), 메토히야 (3), 오흐리드 (3), 프리즈렌 (4), 프리예폴레 (4), 스코페 (5), 테토보 (5), 티크베시 (4)                                                                                   |
| 슬로베니아            | 3: 마리보르첼레 (21), 류블랴나노보메스토 (15), 류블랴나시 (4) |
| 보이보디나            | 5: 벨리카키킨다벨리키베치케레크 (10), 판체보벨라츠르크바 (9), 수보티차 (8), 노비사드 (8), 솜보르바라냐 (9) |

| 주                    | 의석 | 의석당 등록 유권자 수 |
| --------------------- | ---- | --------------------- |
| 보스니아 헤르체고비나 | 63   | 7,495                 |
| 크로아티아-슬라보니아 | 93   | 6,849                 |
| 달마티아              | 11   | 8,092                 |
| 몬테네그로            | 10   | 4,337                 |
| 세르비아              | 103  | 5,662                 |
| 세르비아 남부         | 55   | 5,600                 |
| 슬로베니아            | 40   | 5,381                 |
| 보이보디나            | 44   | 3,301                 |

## 선거 운동

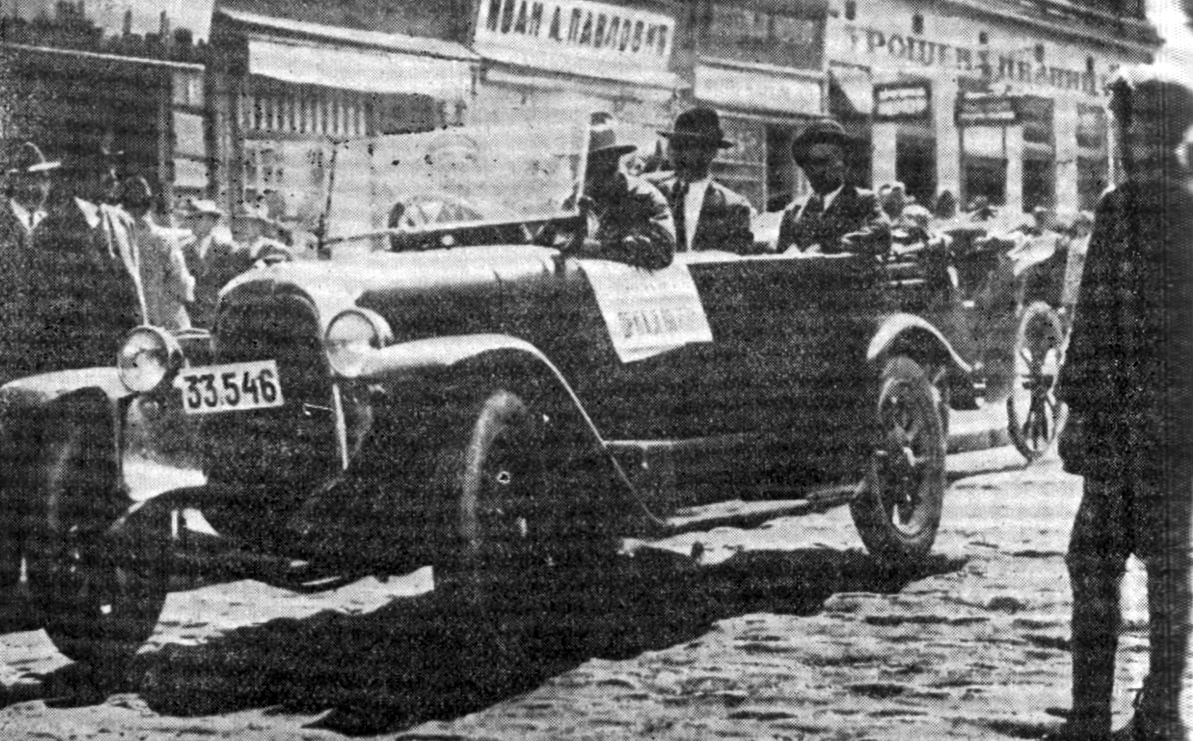
공산당의 선거 운동

유고슬라비아 당국은 선거를 앞두고 공식적으로 정치 운동의 자유를 선언하였다. 이 점에서 슬로베니아와 크로아티아-슬라보니아에서는 이전에 도입되었던 정치 집회 개최 제한이 폐지되었다. 또한 보스니아 헤르체고비나 지방 정부는 행정기관이 선거에 개입하는 것을 금지하는 명령을 내렸지만, 경찰 당국은 중앙 정부로부터 정부에 반대하거나 항의할 수 있는 선거 집회를 해산하여 국가에 위협이 된다고 판단되는 사람들의 활동을 억제하라는 비밀 지시를 받았다. 이와 관련하여 크로아티아 농민당은 선거일 직전까지 프로그램 홍보를 위한 대중 집회를 개최할 수 없었다. 유고슬라비아를 연방공화국으로 수립할 것을 촉구한 스테판 라디치 크로아티아 농민당 대표는 선거 기간 내내 정치 활동을 했다는 혐의로 투옥되었다가 선거 당일 사면되었다. 크로아티아 농민당은 주로 농촌에 거주하는 농민 문제에 관심을 갖고 정치적으로 이득을 얻었으며, 특히 1920년 9월에 일어난 크로아티아 농민 반란을 포함하여 영향을 미쳤다.
정부 관료들이 민주당를 대신해 선거 운동을 벌인 것은 드문 일이 아니었다. 이와 관련된 직권 남용에는 지방자치체와 마을의 수장들에게 민주당 행사에 사람들을 모으라는 명령을 내린 것이 포함되었다. 선거를 앞두고 대부분의 불만 표출 사례는 유고슬라비아 공산당 (KPJ)에 의해 조직되었다. 공산당은 기권표를 던질 수 있는 사람들의 관심을 끌기를 바랬다.

## 투표
유권자들은 비밀 투표를 실시하였다. 투표는 특정 후보나 후보자 명단에 대한 지지 표명으로 상자에 고무공을 떨어뜨리는 방식으로 진행되었다. 이 방법은 많은 문맹 유권자를 수용하기 위한 세르비아의 전쟁 이전 선거법에서 채택되었다. 선거 직후 실시된 인구 조사에 따르면, 유고슬라비아에는 약 1,200만 명의 사람들이 살고 있었다. 그 중 등록된 유권자는 2,480,623명에 불과했다. 그 중 1,607,255명이 투표하였으며, 평균 투표율은 65%에 달하였다. 슬로베니아 (73.5%)와 보스니아 헤르체고비나 (70%)에서 가장 높은 투표율을 기록하였고, 세르비아와 달마티아 (각각 56%)에서 가장 낮은 투표율을 기록하였다.
선거는 이탈리아가 점령하고 있던 리예카 지역에서는 실시되지 않았다. 마찬가지로, 달마티아는 원래 두 개의 선거구 (하나는 스플리트, 두브로브니크, 코토르의 지방 법원 관할 구역을 포함하고, 다른 하나는 자다르와 시베니크의 지방 법원 관할 구역을 포함함)로 조직되었지만, 후자는 이탈리아의 점령 하에 있었고 선거는 1923년 이전까지 실시되지 않았다.
| 주                    | 투표율, % |
| --------------------- | --------- |
| 보스니아 헤르체고비나 | 70.08     |
| 크로아티아-슬라보니아 | 68.88     |
| 달마티아              | 56.13     |
| 몬테네그로            | 65.97     |
| 세르비아              | 56.33     |
| 세르비아 남부         | 57.46     |
| 슬로베니아            | 73.52     |
| 보이보디나            | 64.17     |

## 결과
어느 정당도 과반수의 표를 얻지 못하였다. 민주당과 인민급진당이 각각 20%와 18%에 가까운 득표율을 기록하며 가장 좋은 성과를 거두었다. 인민급진당은 세르비아에서 가장 좋은 성과를 거두었고 그 뒤를 민주당이 쫓았으며, 민주당 역시 세르비아 남부와 몬테네그로에서 좋은 성과를 거두었다. 크로아티아 농민당은 유일하게 출마한 크로아티아-슬라보니아 지방에서 52%가 넘는 득표율을 기록하였고, 전국적으로는 14%가 조금 넘는 득표율을 기록하여 세 번째로 높은 득표율을 얻었다. 크로아티아 농민당은 특정 지방에서 과반수의 표를 얻은 유일한 정당이었다.
4위는 전국적으로 12%를 약간 넘는 득표율을 기록한 유고슬라비아 공산당이었다. 유고슬라비아 무슬림 기구 (JMO)는 보스니아 헤르체고비나 (33%)에서 최다 득표를 획득하였고, 슬로베니아 인민당 (SLS)과 크로아티아 인민당 (HPS) 연합은 슬로베니아 (37%)와 달마티아 (28%)에서 최다 득표를 획득하면서 지역적으로 중요한 성과를 거두었다. 유고슬라비아 공산당은 몬테네그로에서 최다 득표 (38%)를 기록하였다. 민주당는 세르비아 남부에서 최다 득표 (41%)를 기록하였고, 인민급진당은 보이보디나에서 최다 득표 (47%)를 기록하였다. 세르비아에서는 인민급진당이 34%의 득표율을 기록해 32%를 기록한 민주당보다 약간 높은 득표율을 얻었다.
의회 의석을 배분하기 위해 단기 이양식 투표 제도가 적용되었다. 이 제도는 일반 후보자와 자격을 갖춘 후보자에게 별도로 적용되었고, 많은 득표를 얻은 정당들에게 더욱 편향되게 적용되었다. 22개 정당 및 단체의 후보가 출마하여 16개 정당 및 단체가 최소 1석 이상을 획득하였다. 총 419석의 의회 의석 중 민주당과 인민급진당이 각각 92석과 91석을 차지하였다. 유고슬라비아 공산당은 58석을, 크로아티아 농민당은 50석을 획득하였다.

## 여파
제헌의회는 12월 12일에 소집되었다. 선거 결과에 따르면 유권자들은 국가의 중앙집권화 문제에 대해 고르게 의견이 나뉘었다. 이러한 분열로 인해 민주당과 인민급진당은 국가의 단일된 헌법을 제정하기 위해 상호 간의 차이에 대해 보다 유연하게 대처해야 했으며, 분권화 지지자들에게 어떠한 양보도 허용하지 않기로 결정하였다. 민주당과 인민급진당은 세르비아 블록을 형성하여 정부와 함께 비도브단 헌법 초안을 지지하였다. 이 블록은 의회 의석의 과반수를 차지하지 못했기 때문에, 민주당과 인민급진당은 다른 세 정당의 지지를 얻어야 하였다. 첫 번째 정당은 유고슬라비아 내 보스니아 헤르체고비나의 행정 통합을 유지하고, 지방 정부에서 더 많은 직책을 맡고, 전간기 유고슬라비아의 토지 개혁의 틀 안에서 보스니아 무슬림 지주로부터 몰수한 토지에 대한 재정적 보상을 약속받는 대가로 단일 헌법에 대한 반대를 포기한 유고슬라비아 무슬림 기구였다. 추가 투표에는 세르비아 남부의 무슬림 주민을 대표하던 제미예트가 참여하였다. 이 정당은 무슬림 지주에게 토지 개혁에서 잃을 수 있는 재산을 대가로 돈을 줄 것을 약속받았고, 유고슬라비아 무슬림 기구에 제안한 조건과 유사한 조건으로 세르비아 블록를 지원하였다. 마지막으로, 농업당의 한 파벌은 체코슬로바키아 주재 유고슬라비아 대사 자리를 파벌 대표 보구밀 보슈냐크에게 주는 것을 포함한 정치적 양보를 조건으로 세르비아 블록을 지원하였다.
제헌의회의 의사 규칙은 정부령에 의해 결정되었다. 이 규칙은 헌법을 3분의 2 이상의 찬성으로 채택하라는 슬로벤인 크로아트인 세르브인 민족 평의회의 통일 이전 요구를 무시하였다. 이 요구는 절대 과반수를 요구하는 코르푸 선언의 문구에 근거한다. 정부는 출석한 모든 구성원의 과반수가 투표하는 것만으로도 코르푸 선언의 절대 과반수에 해당한다고 주장하였다. 크로아티아인들은 코르푸 선언을 단순 과반수 이상의 찬성으로 헌법을 채택해야 한다는 구속력 있는 합의로 여겼기 때문에 3분의 2 이상의 찬성을 요구하지 않는 결정을 배신으로 간주하였다.
이 선거로 크로아티아 농민당이 크로아티아-슬라보니아의 주요 정당으로 자리매김하였다. 이는 크로아티아 연합과 권리당을 합친 것보다 약 45%p 앞선 것이었다. 12월 8일에 열린 집회에서 라디치는 당원들이 군주제 대신 공화국 수립을 주장하고, 의회를 주권 기관으로 삼았기 때문에 크로아티아 농민당이 제헌의회의 업무에 참여하지 않을 것이라고 발표하였다. 따라서 그들은 국왕에게 충성을 맹세하지 않을 예정이었다. 권리당은 크로아티아 농민당을 따라 의회에 참여하지 않기로 결정하였다. 1921년 5월, 크로아티아 연합도 단순 과반수에 의한 의사 결정에 항의하며 의회에서 퇴장하였다. 5월 21일, 크로아티아 농민당, 권리당, 크로아티아 연합은 새로 창설된 크로아티아 블록 연합으로서 제헌의회 의원들을 대신하여 선언문을 작성하였다. 선언문에서 그들은 남은 의회가 합법적이거나 크로아티아에 구속력있는 헌법을 제정할 자격이 없다고 말하였다.
유고슬라비아 공산당은 실업 도시 유권자들과 슬로베니아, 크로아티아-슬라보니아, 보스니아 헤르체고비나처럼 별다른 매력적인 야당이 없는 지역의 유권자들을 힘에 입어 정권에 대한 항의 투표의 결과로써 몬테네그로와 마케도니아의 대도시에서 좋은 선거 결과를 얻었다. 유고슬라비아 공산당의 시마 마르코비치는 의회 의사 진행 규칙이 불법이라고 처음으로 비판하였다. 1920년 말, 유고슬라비아 공산당이 주도한 일련의 파업 이후 정부는 공산주의 선전을 금지하고, 유고슬라비아 공산당 신문을 압수하며, 당과 제휴한 조직의 활동을 금지하는 오브즈나나 (Obznana) 법령을 발표하였다. 1921년 6월 11일, 유고슬라비아 공산당도 제헌의회에서 탈퇴하였다. 필리프 필리포비치는 당의 결정을 발표하면서, 유고슬라비아 공산당이 탈퇴하는 이유는 정부가 야당의 비판을 불가능하게 만들었기 때문이라고 말하였다. 이틀 후, 슬로베니아 인민당은 이반 리바르 의장이 중앙 정부의 권한에 관한 헌법 초안 부분 논의 연기 요청을 기각하자 의회를 떠났다.

### 내용주
1. ↑  크로아티아 연합과 크로아티아 농부당(크로아티아어판)은 각각 크로아티아-슬라보니아와 보스니아 헤르체고비나에서 독립된 정당으로 활동했으며, 선거 전후로는 국민 클럽 (Narodni klub) 동맹에 속해 있었다.[1]
2. ↑  정부는 특정 선거구의 후보자 수를 5명이 아닌 4명으로 나누어 적격 후보자 정원을 잘못 계산하였다. 이러한 실수는 선거 전에 발견되지 않았다.[17]
3. ↑  메지무레는 바라주딘주에 편입되었고, 이스트라는 리예모드루시주에 편입되었다. 후자는 라팔로 조약에 따라 선거 직전에 이탈리아에 양도되었다.[19]
4. ↑  자다르시베니크주의 대부분은 선거 며칠 전에 유고슬라비아에 공식적으로 편입되었지만,[6] 이 지역은 1921년 9월까지 연합국의 점령 하에 있었다.[8]

### 참조주
1. ↑  Banac 1984, 352–354쪽.
2. ↑  Ramet 2006, 43쪽.
3. 1 2  Ramet 2006, 46쪽.
4. ↑  Banac 1984, 396쪽.
5. ↑  Ramet 2006, 41–43쪽.
6. 1 2  MacMillan 2002, 303–304쪽.
7. ↑  Đorđević 2005, 189쪽.
8. 1 2  Davidonis 1943, 95–98쪽.
9. ↑  Balkovec 2016, 199쪽.
10. 1 2  Balkovec 2016, 200쪽.
11. ↑  Šehić 1990, 210–211쪽.
12. 1 2  Šehić 1990, 210–212쪽.
13. ↑  Banac 1984, 389쪽.
14. 1 2 3  Balkovec 2016, 202쪽.
15. ↑  Balkovec 2016, 203–204쪽.
16. ↑  Balkovec 2016, 209쪽.
17. 1 2  Balkovec 2016, 206쪽.
18. 1 2 3  Statistical Review 1921, §56.
19. 1 2 3  Balkovec 2016, 204쪽.
20. 1 2  Banac 1984, 390쪽.
21. ↑  Balkovec 2016, 205쪽.
22. ↑  Banac 1984, 389–390쪽.
23. ↑  Kosnica & Protega 2019, 144쪽.
24. ↑  Đorđević 2013, 298쪽.
25. 1 2 3 4  Banac 1984, 392쪽.
26. 1 2  Šehić 1990, 212–213쪽.
27. ↑  Vucinich 1969, 11쪽.
28. 1 2  Ramet 2006, 54쪽.
29. ↑  Jović 2000, 255쪽.
30. ↑  Vucinich 1969, 12쪽.
31. ↑  Balkovec 2016, 207쪽.
32. 1 2  Đorđević 2013, 299쪽.
33. 1 2  Banac 1984, 391쪽.
34. ↑  Bartulović 2004, 225–238쪽.
35. ↑  Božić 2007, 46쪽.
36. 1 2  Banac 1984, 388–389쪽.
37. ↑  Balkovec 2016, 208쪽.
38. ↑  Banac 1984, 394–395쪽.
39. 1 2  Banac 1984, 402쪽.
40. 1 2  Ramet 2006, 56쪽.
41. ↑  Ramet 2006, 57쪽.
42. ↑  Banac 1984, 402–403쪽.
43. ↑  Banac 1984, 381–387쪽.
44. ↑  Dragnich 1983, 22쪽.
45. ↑  Banac 1984, 397쪽.
46. ↑  Banac 1984, 393쪽.
47. ↑  Banac 1984, 399쪽.
48. 1 2  Banac 1984, 400쪽.
49. ↑  Lampe 2000, 122–125쪽.
50. ↑  Banac 1984, 395쪽.
51. ↑  Banac 1984, 332쪽.

## 참고 문헌
- 《Статистички преглед избора народних посланика за Уставотворну Скупштину Краљевине Срба, Хрвата и Словенаца, извршених на дан 28. новембра 1920. год.》 [Statistical Review of Election of People’s Representatives to the Constitutional Assembly of the Kingdom of Serbs, Croats and Slovenes Performed on 28 November 1920] (세르비아어). Belgrade: Constitutional Assembly of the Kingdom of Serbs, Croats and Slovenes. 1921. OCLC 444781671.
- Balkovec, Bojan (2016). “Izborno zakonodavstvo prve jugoslavenske države (1918. – 1941.)” [Electoral Legislation of the First Yugoslav State (1918–1941)]. 《Časopis za suvremenu povijest》 (크로아티아어) (Zagreb: 크로아티아 역사 연구소) 48 (1): 197–216. ISSN 0590-9597.
- Bartulović, Željko (2004). “Skupštinski izbori u Hrvatskom primorju 1920. i 1923. godine” [Parliamentary Elections in the Croatian Littoral in Year 1920 and 1923]. 《Zbornik radova Pravnog fakulteta Sveučilišta u Mostaru》 (크로아티아어) (Faculty of Law, University of Mostar) 17: 225–238. ISSN 1029-4031.
- Banac, Ivo (1984). 《The National Question in Yugoslavia: Origins, History, Politics》. Ithaca: 코넬 대학교 출판부. ISBN 978-0-8014-1675-0.
- Božić, Sofija (2007). “Između Demokrata i Radikala: Produbljivanje političkih podela među Srbima u Hrvatskoj i parlamentarni izbori 1923” [Between the Democrats and the Radicals: Deepening of Serbian Political Divisions in Croatia during Parliamentary Elections of 1923]. 《Istorija 20. Veka》 (세르비아어) (Belgrade: Institut za savremenu istoriju) (2): 37–59. ISSN 0352-3160.
- Davidonis, Anthony C. (1943). 《The American Naval Mission in the Adriatic, 1918–1921》 (PDF). Washington, DC: 미국 해군부. OCLC 1112737551.
- Dragnich, Alex N. (1983). 《The First Yugoslavia: Search for a Viable Political System》. Stanford: 후버 연구소 출판부. ISBN 978-0-8179-7841-9.
- Đorđević, Miroslav (2013). “Istorijat izbora u Kraljevini SHS i Kraljevini Jugoslaviji” [History of Elections in the Kingdom of Serbs, Croats and Slovenes and the Kingdom of Yugoslavia]. 《Strani pravni život》 (세르비아어) (Belgrade: Institut za uporedno pravo) (3): 293–310. ISSN 0039-2138.
- Đorđević, Mladen (2005). “Organizacija jugoslovenskih nacionalista (ORJUNA): Istorijat – ideologija – uticaji” [The Yugoslav Nationalists Organization (ORJUNA): History-Ideology-Impact]. 《노바 스릅스카 폴리티츠카 미사오》 (세르비아어) (Belgrade: 브레메) 12 (1–4): 187–221. ISSN 1450-7382.
- Jović, Dragiša (2000). “Hrvatska zajednica u političkom životu Slavonije, Srijema i Baranje 1919.–1920. godine” [Croatian Union (Hrvatska zajednica) in the Political Life of Slavonija, Srijem and Baranja 1919–1920]. 《Časopis za suvremenu povijest》 (크로아티아어) (Zagreb: Croatian Institute of History) 32 (2): 235–255. ISSN 0590-9597.
- Kosnica, Ivan; Protega, Martina (2019). “Politička prava u Kraljevini Srba, Hrvata i Slovenaca: razvoj temeljnih obilježja” [Political Rights in the Kingdom of Serbs, Croats and Slovenes: Basic Features Development]. 《Pravni vjesnik》 (크로아티아어) (Faculty of Law, 오시예크 대학교) 35 (1): 139–156. doi:10.25234/pv/7989. ISSN 0352-5317.
- Lampe, John R. (2000). 《Yugoslavia as History: Twice There Was a Country》 2판. Cambridge, UK: Cambridge University Press. ISBN 0-521-77357-1.
- MacMillan, Margaret (2002). 《Paris 1919: Six Months That Changed the World》. New York City: 랜덤하우스 출판사. ISBN 978-0-375-76052-5.
- Ramet, Sabrina P. (2006). 《The Three Yugoslavias: State-building and Legitimation, 1918–2005》. Bloomington: 인디애나 대학교 출판부. ISBN 978-0-253-34656-8.
- Sternberger, Dolf; Vogel, Bernhard (1969).  Nohlen, Dieter, 편집. 《Die Wahl der Parlamente und Anderer Staatsorgane》 [The Election of Parliaments and Other State Organs] (독일어). Berlin: 드 그뤼터. ISBN 978-3-11-001156-2.
- Šehić, Nusret (1990). “Izbori za ustavotvornu skupštinu na području Bosne i Hercegovine (28. novembar 1920.)” [Elections for the Constituent Assembly on the Territory of Bosnia and Herzegovina (November 28, 1920)]. 《Prilozi》 (보스니아어) (Sarajevo: Institut za istoriju) (25/26): 205–241. ISSN 0350-1159.
- Vucinich, Wayne S. (1969). 《Contemporary Yugoslavia: Twenty Years of Socialist Experiment》. Berkeley: 캘리포니아 대학교 출판부. ISBN 978-0-520-33111-2.